# Беверунген
Беверунген (нім. Beverungen, МФА: [ˈbeːvəʁʊŋən]) — місто в Німеччині, знаходиться в землі Північний Рейн-Вестфалія. Підпорядковується адміністративному округу Детмольд. Входить до складу району Гекстер.
Площа — 97,84 км2. Населення становить 13 064 ос. (станом на 31 грудня 2020).

## Географії

### Адміністративний поділ
Місто  складається з 12 районів:
- Беверунген
- Амелунксен
- Бланкенау
- Дальгаузен
- Дренке
- Гаарбрюк
- Герстелле
- Якобсберг
- Роте
- Тітельзен
- Верден
- Вюргассен